# On a gaffé

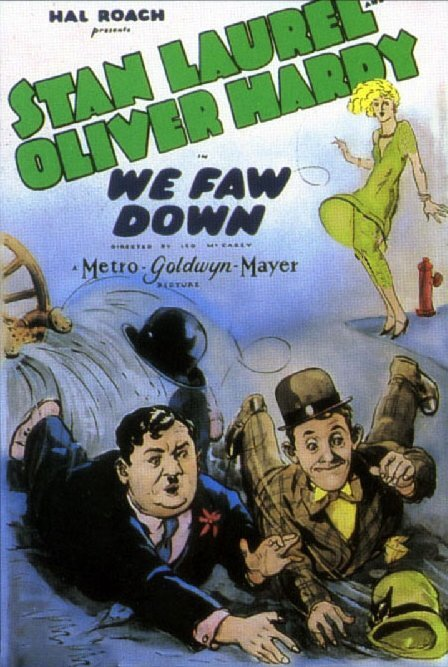
Affiche du film de 1928.

On a gaffé (We Faw Down) est un film américain réalisé par Leo McCarey, sorti en 1928.

## Synopsis
Stanley et Oliver s'ennuient pendant que leurs épouses jouent aux cartes. Un coup de téléphone vient fort à propos leur proposer une partie de poker. Ils doivent prétexter un appel de leur patron les invitant à un spectacle à l'Orpheum.
En chemin, ils rencontrent deux dames peu farouches qui les conduisent chez elles, ils y prennent du bon temps jusqu'à ce que le fiancé jaloux d'une des dames rentre et les oblige à fuir par la fenêtre.
Pendant ce temps, un incendie ravage la salle de spectacle de l'Orpheum vers laquelle les épouses de Stanley et Oliver se sont précipitées.
Elles surprennent Stanley et Oliver en train de sauter par la fenêtre et rentrent précipitamment à la maison pour les accueillir froidement...

## Fiche technique
- Titre original : We Faw Down
- Titre français : On a gaffé
- Réalisation : Leo McCarey
- Scénario : H.M. Walker
- Photographie : George Stevens
- Montage : Richard C. Currier
- Département des arts : Harry Black et Duncan
- Producteur : Hal Roach
- Société de production : Hal Roach Studios
- Société de distribution : Metro-Goldwyn-Mayer (MGM)
- Pays d’origine :  États-Unis
- Langue : Anglais
- Format : 1.33 : 1, 35 mm, noir et blanc
- Durée : 20 minutes
- Date de sortie : 29 décembre 1928

## Distribution
- Stan Laurel : Stan
- Oliver Hardy : Ollie
- Vivien Oakland : Mrs. Hardy
- Bess Flowers : Mrs. Laurel
- Kay Deslys :  Kelly
- Vera White :  La fiancée de Kelly
- Allan Cavan :  Le patron de Hardy